# Statens haverikommission

Logo

Schwedens Staatliche Unfallkommission (schwedisch Statens haverikommission, SHK) ist eine Behörde des Justizministeriums. Die Aufgabe der SHK besteht darin, alle Arten von schweren zivilen oder militärischen Unfällen und Zwischenfällen, unabhängig davon, ob sie sich zu Lande, zu Wasser oder in der Luft ereignen, aus sicherheitstechnischer Sicht zu untersuchen.
John Ahlberk ist Generaldirektor der Unfallkommission.

## Geschichte
Die SHK wurde am 1. Juli 1978 gegründet. Zunächst untersuchte das SHK nur bestimmte schwere Unfälle und Zwischenfälle im Luftfahrtbetrieb. 1990 wurde die Verantwortung der SHK auf alle schweren Unfälle und Störungen nach dem Unfalluntersuchungsgesetz ausgeweitet.

## Struktur
Neben Abteilungen für Verwaltung besteht die SHK aus:
Abteilung 1
- Zivile Schifffahrt
- Schienenverkehr
- sonstige Unfälle

Abteilung 2
- Zivile Luftfahrt
- Militärische Aktivitäten